# Academy of St. Martin in the Fields
Academy of St. Martin in the Fields este una dintre cele mai cunoscute orchestre de cameră din Anglia.

## Istorie
Fondată în 1958 la Londra de Sir Neville Marriner, primul concert este dat la 13 noiembrie 1959. Inițial  orchestra a fost compusă doar din instrumente de coarde.
Orchestra concertează în Biserica St. Martin in the Fields din colțul nord-estic al Trafalgar Square. Apoi Nelville Marriner a inclus și instrumente de suflat și a lărgit repertoriul orchestrei, realizând peste 500 de înregistrări cu Academy (care este astfel orchestra de cameră cu cele mai multe discuri scoase în lume).